# Mount Hope (berg i Australien, Victoria, Loddon)
Mount Hope är ett berg i Australien. Det ligger i regionen Loddon och delstaten Victoria, omkring 210 kilometer norr om delstatshuvudstaden Melbourne. Toppen på Mount Hope är 202 meter över havet, eller 114 meter över den omgivande terrängen. Bredden vid basen är 4,0 km.
Mount Hope är den högsta punkten i trakten. Trakten runt Mount Hope är nära nog obefolkad, med mindre än två invånare per kvadratkilometer.. Närmaste större samhälle är Gunbower, omkring 15 kilometer öster om Mount Hope.
Trakten runt Mount Hope består till största delen av jordbruksmark. Genomsnittlig årsnederbörd är 514 millimeter. Den regnigaste månaden är februari, med i genomsnitt 77 mm nederbörd, och den torraste är januari, med 16 mm nederbörd.